# André Chénier
André Marie Chénier (n. 30 octombrie 1762 - d. 25 iulie 1794) a fost un poet francez, considerat precursor al romantismului.
Admirator al Revoluției franceze, devine victimă a acesteia și a exceselor Terorii Iacobine.

## Opera
- 1795: Tânăra prizonieră ("La jeune captive");
- 1801: Tânăra din Tarent ("La jeune tarentine");
- 1819: Poezii ("Poésies");
- Elegii ("Élégies");
- Hermes ("L'Hermes");
- America ("L'Amérique");
- Iambi ("Iambes").